# Internal Bleeding Strawberry
Internal Bleeding Strawberry는 2003년 2월 21일에 발매된 OLIVIA의 1번째 미니앨범이다.
가사는 전부 영어로 되어있다.(6번 트랙만 라틴어로 되어있다.)
타워 레코드에서 독점판매되었다.

## 트랙리스트
1. Sea me
2. Solarhalfbreed
3. Into The Stars
4. Dress me Up
5. Grapefruit Tea
6. Color of your Spoon
7. Internal Bleeding Strawberry

## 순위
| 일자       | 순위      | 집계        |
| 2003/02/25 | 첫등장2위 | 02/18~02/24 |
| 2003/03/04 | 26위      | 02/25~03/03 |
| 2003/03/11 | 31위      | 03/04~03/10 |
| 2003/03/18 | 28위      | 03/11~03/17 |
| 4주        | 최고2위   |             |

| 일자       | 순위      | 집계        |
| 2003/02/25 | 첫등장1위 | 02/18~02/24 |
| 2003/03/04 | 2위       | 02/25~03/03 |
| 2003/03/11 | 2위       | 03/04~03/10 |
| 2003/03/18 | 6위       | 03/11~03/17 |
| 4주        | 최고1위   |             |

- 출처 : https://web.archive.org/web/20100608164555/http://tom-neko.hp.infoseek.co.jp/